# Finkenherd 4 (Quedlinburg)

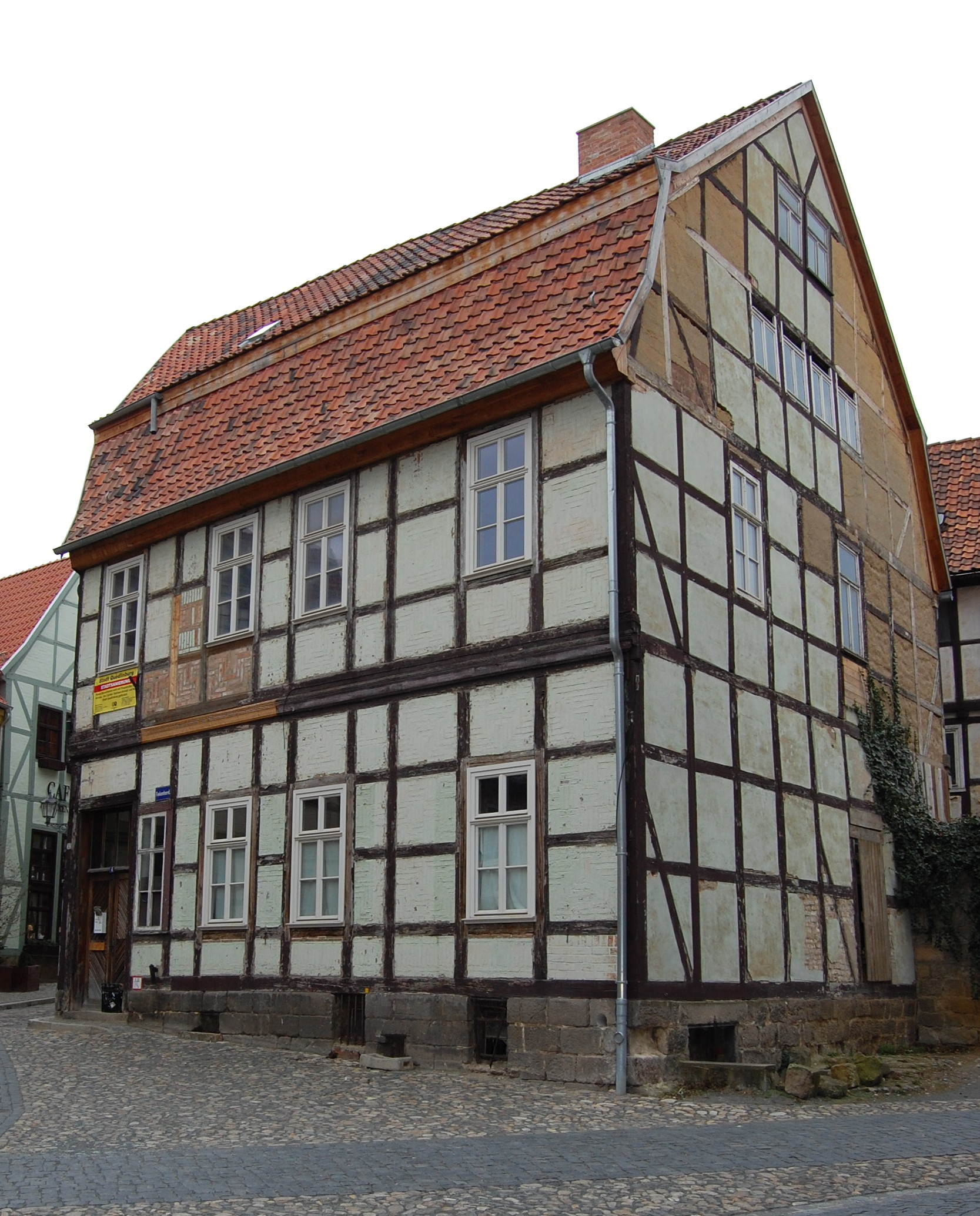
Haus Finkenherd 4

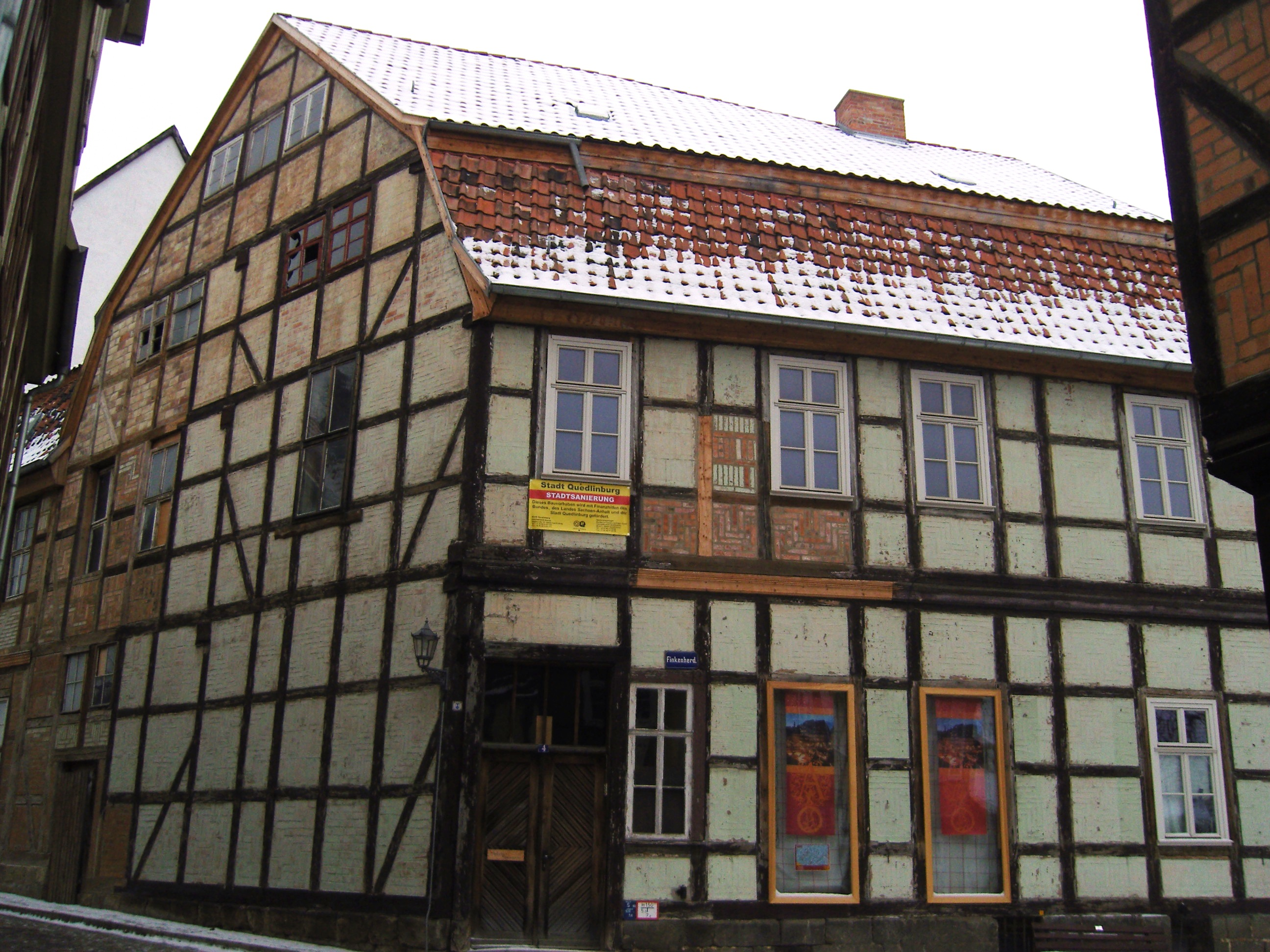
Haus Finkenherd 4

Das Haus Finkenherd 4 ist ein denkmalgeschütztes Gebäude in der Stadt Quedlinburg in Sachsen-Anhalt und gehört zum UNESCO-Weltkulturerbe.

## Lage
Es befindet sich an der Nordseite des Quedlinburger Schlossbergs im Stadtteil Westendorf. Das städtebaulich markante Gebäude tritt im Bereich der Straße Finkenherd und Gildschaft etwas aus der übrigen Bebauung hervor.
Das Umfeld des Hauses gilt einer Sage nach als die Stelle, an der der Sachsenherzog Heinrich während des Vogelfangs davon Kenntnis erhielt, dass er zum deutschen König gewählt wurde.

## Architektur und Geschichte
Das Wohnhaus entstand um 1780 als Fachwerkhaus. Bedeckt ist das Gebäude mit einem Mansarddach.